# Duchroth
Duchroth település Németországban, Rajna-vidék-Pfalz tartományban. Lakosainak száma 553 fő (2023. december 31.).

## Népesség
A település népességének változása:
| Lakosok száma | 616  | 545  | 536  | 554  | 554  | 553  |
|               | 1975 | 2017 | 2019 | 2021 | 2022 | 2023 |